# سيسيليا نيلسون
سيسيليا نيلسون (بالسويدية: Cecilia Nilsson)‏ هي ممثلة سويدية، ولدت في 15 يوليو 1957 في السويد.

## وصلات خارجية
- سيسيليا نيلسون على موقع IMDb (الإنجليزية)
- سيسيليا نيلسون على موقع روتن توميتوز (الإنجليزية)
- سيسيليا نيلسون على موقع ألو سيني (الفرنسية)
- سيسيليا نيلسون على موقع تيرنر كلاسيك موفيز (الإنجليزية)
- سيسيليا نيلسون على موقع أول موفي (الإنجليزية)
- سيسيليا نيلسون على موقع قاعدة بيانات الأفلام السويدية (السويدية)
- سيسيليا نيلسون على موقع قاعدة بيانات الفيلم (الإنجليزية)
- سيسيليا نيلسون على موقع كينوبويسك (الروسية)